# Кузнецов, Иван Фёдорович
Иван Фёдорович Кузнецов (1922—1979) — старший лейтенант Рабоче-крестьянской Красной Армии, участник Великой Отечественной войны, Герой Советского Союза (1943).

## Биография
Иван Кузнецов родился 4 мая 1922 года в посёлке Черкасский (ныне — Панкрушихинский район Алтайского края). После окончания семи классов школы и курсов учителей работал учителем русского языка и литературы в неполной средней школе. В ноябре 1941 года Кузнецов был призван на службу в Рабоче-крестьянскую Красную Армию. В 1942 году он ускоренным курсом окончил Киевское артиллерийское училище. С августа 1942 года — на фронтах Великой Отечественной войны. Принимал участие в боях на Брянском, Центральном, 1-м и 4-м Украинских фронтах.
К сентябрю 1943 года лейтенант Иван Кузнецов командовал артиллерийской батареей 229-го стрелкового полка 8-й стрелковой дивизии 13-й армии Центрального фронта. Отличился во время битвы за Днепр. 22 сентября 1943 года батарея Кузнецова переправилась через Днепр в районе села Навозы (ныне — Днепровское Черниговского района Черниговской области Украины) и приняла активное участие в боях за захват, удержание и расширение плацдарма на его западном берегу, уничтожив 7 огневых точек, 1 БТР, около взвода вражеской пехоты. Кузнецов лично подбил танк и бронемашину противника.
Указом Президиума Верховного Совета СССР от 16 октября 1943 года за «умелое выполнение боевых задач, отвагу и героизм, проявленные в боях с немецкими захватчиками» лейтенант Иван Кузнецов был удостоен высокого звания Героя Советского Союза с вручением ордена Ленина и медали «Золотая Звезда» за номером 2051.
В июне 1945 года в звании старшего лейтенанта Кузнецов был уволен в запас. Проживал и работал в Камне-на-Оби. Умер 29 сентября 1979 года.
Был также награждён орденом Красной Звезды и рядом медалей.